# 카르브로말
카르브로말(영어: carbromal)은 1909년에 바이엘이 합성한 후 상품명 아달린(Adalin)으로 판매한 수면제이자 진정제이다. 제약사 파크-데이비스(Parke-Davis)는 카르브로말과 펜토바르비탈을 섞고 카르브리탈(Carbrital)이라는 이름으로 팔았다.

## 합성
|  |

다이에틸말론산은 2-에틸발레르산으로 탈카복실화하고 헬-폴하르트-젤린스키 반응을 통해 α-브로모-α-에틸부티릴 브롬화물로 전환된다. 요소와 반응해 카르브로말(도표의 4번)을 생성한다.

## 효과
카르브로말은 바르비투르산계보다 수면제 효과가 약하다. 유효성분의 생체변환(biotransformation) 동안 생물학적 반감기가 12일인 브로민화 이온이 방출된다. 장기간 사용하면 생물축적(bioaccumulation)된다.
카페인 5mg/kg으로 카르브로말 300mg/kg의 수면제 효과가 중화된다는 연구가 있다. 또 다른 연구는 카르브로말의 발암성을 조사했다. 투여된 카르브로말의 농도와 크롬친화세포종의 발병률은 카르브로말을 더 많이 투여한 실험군에서 상당한 상관관계가 있었다. 피셔의 정확검정은 통계적으로 유의하지 않았다.

## 부작용
부작용은 발진을 포함한다. 유효성분으로 인한 피부 반응을 약물성 피부염이라고 한다. 카르브로말 의존의 경우도 논문에 보고되었다.
과다복용하면 브로민 중독의 전형적인 부작용이 나타날 수 있다.

## 예술
이상의 날개에서 매춘부인 아내는 주인공에게 아스피린으로 속인 아달린을 먹이고 한 달 동안 잠재운다.